# Генерал-аншеф
Генерал-аншеф (от френското général en chef) е генералско звание в руската императорска армия през 18 век. Според „Воинския устав“ от 1716 г. това е звание на главнокомандващ, равно на фелдмаршал, оглавяващ „консилиум“ (съвет) на генерали. През 1740-те години то е равно на „пълен“ (четиризвезден) генерал, но с ранг под фелдмаршалския. Званието съответствало на II клас в „Таблицата на ранговете“. В периода 1796 – 1797 г. е заменено с генералски звания по родовете войски: генерал от инфантерията (т.е. пехотата), кавалерията, артилерията, инженер-генерал.